# Капсі
Див. також: Східні Піренеї.

Історичний район (кумарка) Капсі (темніший) і французький департамент Східні Піренеї

Капсі́ (кат. Capcir, вимовляється літературною каталанською [kəp'si], у північнокаталанському діалекті [kə'ʣi] , фр. Капсір, Capcir)  — історичний район (кумарка) Каталонії, який зараз знаходиться у Франції.
Найбільше селище району і його столиця — Форміґер (фр. Formiguères), або каталанською Фурміге́ра (кат. Formiguera).
Ця територія, як і інші 4 історичні графства (кумарки) Каталонії — Алта-Сарданья, Кунфлен, Руссільйон та Баляспі, була анексована Францією після Війни Женців (1640—1652) за результатами Піренейського мирного договору 1659 року.

## Мова Капсі
Каталанська мова, якою говорять у Капсі (капсійський субдіалект північнокаталанського діалекту, кат. capcinès), має виразні риси перехідної говірки від каталанської мови до окситанської, особливо у тому, що стосується фонетики.